# GP Costa Azul 2005
De GP Costa Azul 2005 (Portugees: Grand Prix Internacional Costa Azul 2005) werd gehouden van donderdag 10 tot en met zondag 13 februari in Portugal. Rubén Plaza werd de eindwinnaar, vóór Bernhard Eisel en Enrico Degano. In totaal gingen 118 renners van start in deze vijfde editie; 109 van hen bereikten de eindstreep.

## Etappe-overzicht
| etappe | datum       | start          | finish        | afstand  | winnaar         | klassementsleider |
| ------ | ----------- | -------------- | ------------- | -------- | --------------- | ----------------- |
| 1e     | 10 februari | Setúbal        | Setúbal       | 163.2 km | Fred Rodriguez  | Fred Rodriguez    |
| 2e     | 11 februari | Seixal         | Seixal        | 159.5 km | Rubén Plaza     | Rubén Plaza       |
| 3e     | 12 februari | Sines          | Sines         | 158.7 km | Cândido Barbosa | Rubén Plaza       |
| 4e     | 13 februari | Santiago Cacém | Santigo Cacém | 160.2 km | Bernhard Eisel  | Rubén Plaza       |

## Etappe-uitslagen

### 1e etappe
| Setúbal – Setúbal (163.2 km) |                 |                    |          |
| Plaats                       | Naam            | Ploeg              | tijd     |
| Winnaar                      | Fred Rodriguez  | Davitamon-Lotto    | 3u47'16" |
| 2                            | Bernhard Eisel  | Française des Jeux | z.t.     |
| 3                            | Enrico Degano   | Barloworld         | z.t.     |
|                              |                 |                    |          |
| 44                           | Björn Leukemans | Davitamon-Lotto    | z.t.     |
| 117                          | Paul Sneeboer   | Duja-Tavira        | +02' 07" |

### 2e etappe
| Seixal – Seixal (159.5 km) |                   |                      |          |
| Plaats                     | Naam              | Ploeg                | tijd     |
| Winnaar                    | Rubén Plaza       | Comunidad Valenciana | 3u56'15" |
| 2                          | Aleksej Markov    | Milaneza-Maia        | +00' 19" |
| 3                          | Bernhard Eisel    | Française des Jeux   | z.t.     |
|                            |                   |                      |          |
| 22                         | Paul Sneeboer     | Duja-Tavira          | z.t.     |
| 55                         | Christophe Brandt | Davitamon-Lotto      | z.t.     |

### 3e etappe
| Sines – Sines (158.7 km) |                 |                         |          |
| Plaats                   | Naam            | Ploeg                   | tijd     |
| Winnaar                  | Cândido Barbosa | LA Aluminios-Liberty S. | 3u43'06" |
| 2                        | Enrico Degano   | Barloworld              | z.t.     |
| 3                        | Fred Rodriguez  | Davitamon-Lotto         | z.t.     |
|                          |                 |                         |          |
| 24                       | Björn Leukemans | Davitamon-Lotto         | +00' 04" |
| 28                       | Paul Sneeboer   | Duja-Tavira             | z.t.     |

### 4e etappe
| Santiago Cacém – Santigo Cacém (160.2 km) |                |                    |          |
| Plaats                                    | Naam           | Ploeg              | tijd     |
| Winnaar                                   | Bernhard Eisel | Française des Jeux | 3u41'23" |
| 2                                         | Arnaud Gérard  | Française des Jeux | z.t.     |
| 3                                         | Enrico Degano  | Barloworld         | z.t.     |
|                                           |                |                    |          |
| 10                                        | Nico Mattan    | Davitamon-Lotto    | z.t.     |
| 66                                        | Paul Sneeboer  | Duja-Tavira        | z.t.     |

## Eindklassementen
| Plaats    | Naam            | Ploeg                   | Tijd      |
| --------- | --------------- | ----------------------- | --------- |
| Gele trui | Rubén Plaza     | Comunidad Valenciana    | 15u07'41" |
| 2         | Bernhard Eisel  | Française des Jeux      | + 00' 12" |
| 3         | Enrico Degano   | Barloworld              | + 00' 20" |
| 4         | Fred Rodriguez  | Davitamon-Lotto         | + 00' 24" |
| 5         | Cândido Barbosa | LA Aluminios-Liberty S. | z.t.      |
| 6         | Sandy Casar     | Française des Jeux      | + 00' 29" |
| 7         | Aleksej Markov  | Milaneza-Maia           | + 00' 31" |
| 8         | Stefan Adamsson | Barloworld              | + 00' 34" |
| 9         | Mark Renshaw    | Française des Jeux      | + 00' 35" |
| 10        | Ludovic Auger   | Française des Jeux      | + 00' 30" |
|           |                 |                         |           |
| 37        | Björn Leukemans | Davitamon-Lotto         | + 00' 42" |
| 101       | Paul Sneeboer   | Duja-Tavira             | + 02' 49" |

| Plaats      | Naam           | Ploeg              | Punten |
| ----------- | -------------- | ------------------ | ------ |
| Groene trui | Bernhard Eisel | Française des Jeux | 77     |
| 2           | Enrico Degano  | Barloworld         | 69     |
| 3           | Fred Rodriguez | Davitamon-Lotto    | 62     |

| Plaats    | Naam            | Ploeg                | Punten |
| --------- | --------------- | -------------------- | ------ |
| Rode trui | Rubén Plaza     | Comunidad Valenciana | 8      |
| 2         | Stefan Adamsson | Barloworld           | 7      |
| 3         | Danail Petrov   | Milaneza-Maia        | 3      |

| Plaats     | Naam           | Ploeg                | Tijd      |
| ---------- | -------------- | -------------------- | --------- |
| Witte trui | Rubén Plaza    | Comunidad Valenciana | 15u07'41" |
| 2          | Bernhard Eisel | Française des Jeux   | + 00' 12" |
| 3          | Mark Renshaw   | Française des Jeux   | + 00' 35" |

| Plaats | Ploeg                      | Tijd      |
| ------ | -------------------------- | --------- |
|        | Comunidad Valenciana-Elche | 45u24'46" |
| 2      | Riberalves-GoldNutrition   | +00' 11"  |
| 3      | Française des Jeux         | +00' 15"  |

2001 · 
2002 · 
2003 · 
2004 · 
2005 · 
2006